# Prolhané krásky

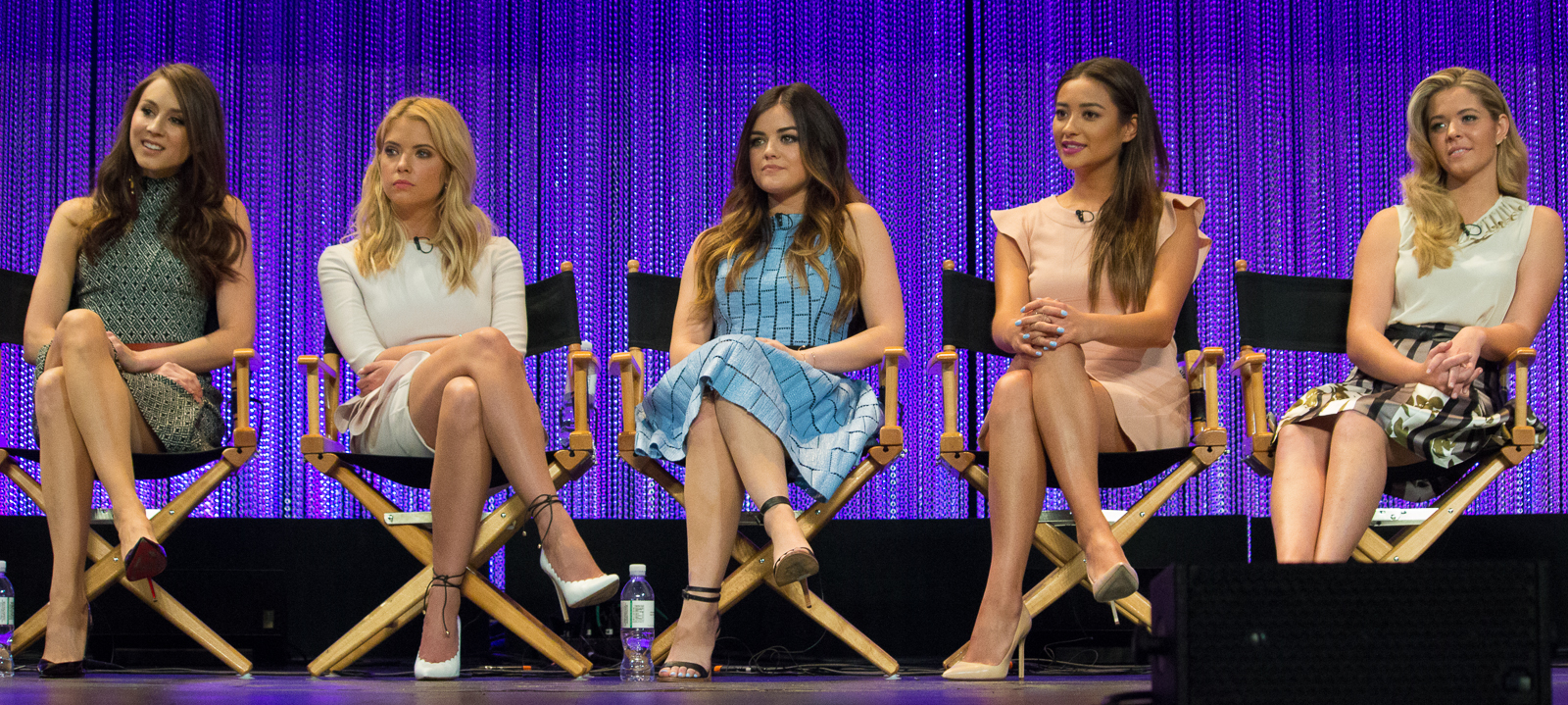
Herečky ze seriálu na festivalu Paley

Prolhané krásky (v anglickém originále Pretty Little Liars) je americký televizní seriál, vysílaný v letech 2010–2017 televizní stanicí ABC Family, resp. Freeform. Je inspirovaný stejnojmennou knižní sérií Sary Shepard, která v českém překladu vycházela pod názvem Roztomilé malé lhářky. První díl seriálu měl premiéru 8. června 2010. V červnu 2014 získal seriál šestou a sedmou sérii. Dne 30. října 2014 Lucy Hale oznámila, že sedmá řada bude poslední.
V březnu 2013 stanice oznámila odvozený seriál Ravenswood, který byl po odvysílání deseti dílů zrušen.

## Děj
Seriál se zabývá životem čtyř dívek – Spencer, Hanna, Aria a Emily, jejichž parta se rozpadla poté, co pátá z nich – Alison – záhadně zmizela. Po roce jim začnou chodit zprávy od někoho, kdo se podepisuje jako „A“ a vyhrožuje jim, že prozradí jejich tajemství (včetně jednoho velkého), která zná pouze Alison. Je zde ale háček: policie právě našla tělo mrtvé Ali. Na pohřbu dívky se čtyři kamarádky dávají opět dohromady. První hromadná zpráva byla poslána po pohřbu.

## Obsazení

### Hlavní role
- Troian Bellisario jako Spencer Hastings (Dabing: Kristýna Skružná)
- Ashley Benson jako Hanna Marin (Dabing: Anežka Pohorská)
- Lucy Hale jako Aria Montgomery (Dabing: 1.-3. série - Ivana Korolová, 4.-7. série - Anna Theimerová)
- Shay Mitchell jako Emily Fields (Dabing: Terezie Taberyová)
- Sasha Pieterse jako Alison DiLaurentis (Dabing: 1.-3. série - Kristýna Skalová, 4.-7. série - Sabina Rojková)
- Ian Harding jako Ezra Fitz (Dabing: 1.-3. série - Pavel Vondrák, 4.-7. série - Jan Škvor)
- Laura Leighton jako Ashley Marin (Dabing: Miriam Chytilová)
- Holly Marie Combs jako Ella Montgomery (Dabing: Jitka Moučková)
- Chad Lowe jako Byron Montgomery (Dabing: 1.-3. série - Gustav Bubník, 4.-6. série - Jan Szymik)
- Bianca Lawson jako Maya St. Germain ( Dabing: Martina Kechnerová)
- Tyler Blackburn jako Caleb Rivers ( Dabing: Petr Neskusil)
- Janel Parrish jako Mona Vanderwaal (Dabing: Nikola Votočková)
- Keegan Allen jako Toby Cavanaugh ( Dabing: 1.-3. série - Jan Škvor, 4.-7. série - Jan Battěk)

### Vedlejší role
- Tammin Sursok jako Jenna Marshall (Dabing: 1.-3. série - Nikola Votočková, 4x01 - Šárka Vondrová, 4x09, 4x24, 5. série - Tereza Chudobová, )
- Torrey DeVitto jako Melissa Hastings (Dabing: 1.-3. série - René Slováčková, 4. série Andrea Elsnerová, 5. série - Sabina Rojková, 6. série - Tereza Martinková)
- Lindsey Shaw jako Paige McCullers (Dabing: do 1x17, 4. série - Nikola Votočková, od 1x19 - 1x21, 2.-3. série - Martina Kechnerová, 5. série - Tereza Martinková)
- Lesley Fera jako Veronica Hastings (Dabing: 1.-3. série - Martina Kechnerová, 4.-7. série - Tereza Chudobová)
- Drew Van Acker jako Jason DiLaurentis ( Dabing: 2x13-2x23 - Petr Neskusil, do 2x12, 3. série - Radek Škvor, 5. série - Robert Hájek)
- Cody Christian jako Mike Montgomery (Dabing: 1. série - do 2x12 - Radek Škvor, od 2x13 - 2x24)
- Brendan Robinson jako Lucas Gottersman (Dabing: 1.-3. série - Pavel Vondrák, 7. série - Jiří Krejčí)
- Bryce Johnson jako Darren Wilden (Dabing: 1. série - Michal Michálek, 2. série - Libor Bouček)
- Brant Daugherty jako Noel Kahn (Dabing: 1.-2., 4. série - Petr Neskusil, 3. série - Jan Škvor)
- Vanessa Ray jako CeCe Drake (Dabing: 3. série - René Slováčková, 4. série - Andrea Elsnerová)

## Ocenění a nominace
| Rok  | Ocenění                                               | Kategorie                                           | Titul                                                       | Výsledek  |
| ---- | ----------------------------------------------------- | --------------------------------------------------- | ----------------------------------------------------------- | --------- |
| 2010 | Teen Choice Awards                                    | Letní televizní seriál                              | Prolhané krásky                                             | vítězství |
| 2010 | Teen Choice Awards                                    | Letní televizní hvězda: muž                         | Ian Harding                                                 | vítězství |
| 2010 | Teen Choice Awards                                    | Letní televizní hvězda: žena                        | Lucy Hale                                                   | vítězství |
| 2011 | NewNowNext Awards                                     | Seriál na který radši koukej                        | Prolhané krásky                                             | vítězství |
| 2011 | People's Choice Awards                                | Oblíbená televizní posedlost                        | Prolhané krásky                                             | nominace  |
| 2011 | Mediální cena GLAAD                                   | Nejlepší seriál: drama                              | Prolhané krásky                                             | nominace  |
| 2011 | Young Hollywood Awards                                | Obsazení k sledování                                | Troian Bellisario, Ashley Benson, Lucy Hale a Shay Mitchell | vítězství |
| 2011 | Teen Choice Awards                                    | Letní televizní seriál                              | Prolhané krásky                                             | vítězství |
| 2011 | Teen Choice Awards                                    | Letní televizní hvězda: žena                        | Lucy Hale                                                   | vítězství |
| 2011 | Teen Choice Awards                                    | Letní televizní hvězda: žena                        | Troian Bellisario                                           | nominace  |
| 2011 | Teen Choice Awards                                    | Letní televizní hvězda: muž                         | Ian Harding                                                 | vítězství |
| 2011 | Teen Choice Awards                                    | Letní televizní hvězda: muž                         | Keegan Allen                                                | nominace  |
| 2011 | Banff Television Festival                             | Nejlepší pokračující seriál                         | I. Marlene King, Lesli Linka Glatter a Lisa Cochran-Neilan  | vítězství |
| 2011 | Youth Rock Awards                                     | Herečka: TV                                         | Ashley Benson                                               | vítězství |
| 2011 | Youth Rock Awards                                     | Herečka: TV                                         | Shay Mitchell                                               | nominace  |
| 2011 | Youth Rock Awards                                     | Herec: TV                                           | Ian Harding                                                 | nominace  |
| 2011 | Youth Rock Awards                                     | Obsazení: TV drama                                  | Prolhané krásky                                             | nominace  |
| 2011 | Capricho Awards                                       | Nejlepší TV seriál                                  | Pretty Little Liars                                         | nominace  |
| 2011 | Capricho Awards                                       | Nejlepší mezinárodní herečka                        | Lucy Hale                                                   | nominace  |
| 2011 | Capricho Awards                                       | Nejlepší mezinárodní herec                          | Ian Harding                                                 | nominace  |
| 2012 | People's Choice Awards                                | Nejoblíbenější televizní kabelové drama             | Prolhané krásky                                             | vítězství |
| 2012 | Mediální cena GLAAD                                   | Nejlepší seriál: drama                              | Prolhané krásky                                             | nominace  |
| 2012 | TV Guide Awards                                       | Oblíbená utajená potěšení                           | Prolhané krásky                                             | nominace  |
| 2012 | Capricho Awards                                       | Nejlepší TV seriál                                  | Prolhané krásky                                             | nominace  |
| 2012 | Teen Choice Awards                                    | Seriál: drama                                       | Prolhané krásky                                             | vítězství |
| 2012 | Teen Choice Awards                                    | TV herec: drama                                     | Ian Harding                                                 | vítězství |
| 2012 | Teen Choice Awards                                    | TV herečka: drama                                   | Lucy Hale                                                   | vítězství |
| 2012 | Teen Choice Awards                                    | TV zloduch                                          | Janel Parrish                                               | vítězství |
| 2012 | Teen Choice Awards                                    | Letní televizní hvězda: žena                        | Troian Bellisario                                           | vítězství |
| 2012 | Do Something! Awards                                  | TV seriál                                           | Prolhané krásky                                             | vítězství |
| 2013 | People's Choice Awards                                | Nejoblíbenější televizní kabelové drama             | Prolhané krásky                                             | nominace  |
| 2013 | People's Choice Awards                                | Nejoblíbenější fanoušci                             | Pretty Little Liars                                         | nominace  |
| 2013 | Gracie Allen Awards                                   | Úžasné vystoupení stoupající ženské hvězdy          | Lucy Hale                                                   | vítězství |
| 2013 | TV Guide Awards                                       | Nejoblíbenější obsazení                             | Prolhané krásky                                             | nominace  |
| 2013 | TV Guide Awards                                       | Zloduch                                             | Janel Parrish a Keegan Allen                                | nominace  |
| 2013 | Teen Choice Awards                                    | TV seriál: drama                                    | Prolhané krásky                                             | vítězství |
| 2013 | Teen Choice Awards                                    | Letní televizní seriál                              | Prolhané krásky                                             | vítězství |
| 2013 | Teen Choice Awards                                    | TV herec: drama                                     | Ian Harding                                                 | vítězství |
| 2013 | Teen Choice Awards                                    | TV herečka: drama                                   | Troian Bellisario                                           | vítězství |
| 2013 | Teen Choice Awards                                    | TV zloduch                                          | Janel Parrish                                               | vítězství |
| 2013 | Teen Choice Awards                                    | Letní televizní hvězda: žena                        | Lucy Hale                                                   | vítězství |
| 2013 | Teen Choice Awards                                    | Letní televizní hvězda: muž                         | Keegan Allen                                                | vítězství |
| 2013 | Capricho Awards                                       | Nejlepší televizní seriál                           | Prolhané krásky                                             | nominace  |
| 2013 | Capricho Awards                                       | Nejlepší mezinárodní hereečka                       | Ashley Benson                                               | nominace  |
| 2014 | People's Choice Awards                                | Nejoblíbenější drama kabelové televize              | Prolhané krásky                                             | nominace  |
| 2014 | People's Choice Awards                                | Nejoblíbenější herečka z kabelové televize          | Lucy Hale                                                   | vítězství |
| 2014 | Mediální cena GLAAD                                   | Nejoblíbenější drama seriál                         | Prolhané krásky                                             | nominace  |
| 2014 | Cena Saturn                                           | Nejlepší seriál orientovaný na mladé lidi           | Prolhané krásky                                             | nominace  |
| 2014 | Young Hollywood Awards                                | Bingeworthy TV seriál                               | Prolhané krásky                                             | nominace  |
| 2014 | Young Hollywood Awards                                | Nejlepší chemie v obsazení v TV                     | Prolhané krásky                                             | nominace  |
| 2014 | Teen Choice Awards                                    | TV Drama                                            | Prolhané krásky                                             | vítězství |
| 2014 | Teen Choice Awards                                    | TV herec: Drama                                     | Ian Harding                                                 | vítězství |
| 2014 | Teen Choice Awards                                    | TV herec: Drama                                     | Keegan Allen                                                | nominace  |
| 2014 | Teen Choice Awards                                    | TV herečka: Drama                                   | Lucy Hale                                                   | vítězství |
| 2014 | Teen Choice Awards                                    | TV herečka: Drama                                   | Troian Bellisario                                           | nominace  |
| 2014 | Teen Choice Awards                                    | TV Zloduch                                          | Janel Parrish                                               | nominace  |
| 2014 | Teen Choice Awards                                    | Letní televizní hvězda: žena                        | Ashley Benson                                               | vítězství |
| 2014 | Teen Choice Awards                                    | Letní televizní hvězda: žena                        | Shay Mitchell                                               | nominace  |
| 2014 | Teen Choice Awards                                    | Letní televizní hvězda: muž                         | Tyler Blackburn                                             | vítězství |
| 2014 | Teen Choice Awards                                    | Průlomová hvězda: žena                              | Sasha Pieterse                                              | vítězství |
| 2014 | Teen Choice Awards                                    | Candie's Choice Style Icon                          | Ashley Benson                                               | nominace  |
| 2015 | People's Choice Awards                                | Nejoblíbenější herečka z kabelové televize          | Ashley Benson                                               | nominace  |
| 2015 | People's Choice Awards                                | Nejoblíbenější herečka z kabelové televize          | Lucy Hale                                                   | nominace  |
| 2015 | People's Choice Awards                                | Nejoblíbenější drama kabelové televize              | Prolhané krásky                                             | vítězství |
| 2015 | Mediální cena GLAAD                                   | Nejlepší dramatický seriál                          | Prolhané krásky                                             | nominace  |
| 2015 | Cena Saturn                                           | Nejoblíbenější seriál orientovaný na mladé diváky   | Prolhané krásky                                             | nominace  |
| 2015 | Hollywood Makeup Artist and Hair Stylist Guild Awards | Nejlepší účesy – televizní nebo seriál nových médií | Kim M. Ferry a Shari Perry                                  | nominace  |
| 2015 | Teen Choice Awards                                    | Nejlepší dramatický seriál                          | Prolhané krásky                                             | vítězství |
| 2015 | Teen Choice Awards                                    | Nejlepší televizní herec: drama                     | Keegan Allen                                                | nominace  |
| 2015 | Teen Choice Awards                                    | Nejlepší televizní herec: drama                     | Ian Harding                                                 | vítězství |
| 2015 | Teen Choice Awards                                    | Nejlepší televizní herečka: drama                   | Lucy Hale                                                   | vítězství |
| 2015 | Teen Choice Awards                                    | Nejlepší televizní herečka: drama                   | Shay Mitchell                                               | nominace  |
| 2015 | Teen Choice Awards                                    | Nejlepší letní televizní hvězda: muž                | Tyler Blackburn                                             | vítězství |
| 2015 | Teen Choice Awards                                    | Nejlepší letní televizní hvězda: žena               | Troian Bellisario                                           | nominace  |
| 2015 | Teen Choice Awards                                    | Nejlepší letní televizní hvězda: žena               | Ashley Benson                                               | vítězství |
| 2015 | Teen Choice Awards                                    | Televizní zloděj scén                               | Sasha Pieterse                                              | nominace  |
| 2015 | Teen Choice Awards                                    | Nejlepší televizní zloduch                          | A                                                           | vítězství |
| 2016 | People's Choice Awards                                | Nejoblíbenější herečka z kabelové televize          | Ashley Benson                                               | nominace  |
| 2016 | People's Choice Awards                                | Nejoblíbenější herečka z kabelové televize          | Shay Mitchell                                               | nominace  |
| 2016 | People's Choice Awards                                | Nejoblíbenější herečka z kabelové televize          | Lucy Hale                                                   | nominace  |
| 2016 | People's Choice Awards                                | Nejoblíbenější drama kabelové televize              | Prolhané krásky                                             | vítězství |
| 2016 | Teen Choice Awards                                    | Nejlepší dramatický seriál                          | Prolhané krásky                                             | vítězství |
| 2016 | Teen Choice Awards                                    | Nejlepší televizní herec: drama                     | Keegan Allen                                                | nominace  |
| 2016 | Teen Choice Awards                                    | Nejlepší televizní herec: drama                     | Tyler Blackburn                                             | nominace  |
| 2016 | Teen Choice Awards                                    | Nejlepší televizní herec: drama                     | Ian Harding                                                 | vítězství |
| 2016 | Teen Choice Awards                                    | Nejlepší televizní herečka: drama                   | Ashley Benson                                               | vítězství |
| 2016 | Teen Choice Awards                                    | Nejlepší televizní herečka: drama                   | Troian Bellisario                                           | nominace  |
| 2016 | Teen Choice Awards                                    | Nejlepší chemie                                     | Tyler Blackburn a Ashley Benson                             | vítězství |
| 2016 | Teen Choice Awards                                    | Nejlepší letní televizní hvězda: žena               | Lucy Hale                                                   | nominace  |
| 2016 | Teen Choice Awards                                    | Nejlepší letní televizní hvězda: žena               | Shay Mitchell                                               | nominace  |
| 2016 | Teen Choice Awards                                    | Nejlepší televizní zloduch                          | Janel Parrish                                               | vítězství |
| 2016 | Teen Choice Awards                                    | Televizní zloděj scén                               | Sasha Pieterse                                              | vítězství |
| 2017 | People's Choice Awards                                | Nejoblíbenější herečka z kabelové televize          | Ashley Benson                                               | nominace  |
| 2017 | People's Choice Awards                                | Nejoblíbenější herečka z kabelové televize          | Lucy Hale                                                   | nominace  |
| 2017 | People's Choice Awards                                | Nejoblíbenější drama kabelové televize              | Prolhané krásky                                             | nominace  |
| 2017 | MTV Movie & TV Awards                                 | Nejlepší televizní seriály                          | Prolhané krásky                                             | nominace  |
| 2017 | Teen Choice Awards                                    | Nejlepší dramatický seriál                          | Prolhané krásky                                             | nominace  |
| 2017 | Teen Choice Awards                                    | Nejlepší televizní herec: drama                     | Ian Harding                                                 | nominace  |
| 2017 | Teen Choice Awards                                    | Nejlepší televizní herečka: drama                   | Ashley Benson                                               | nominace  |
| 2017 | Teen Choice Awards                                    | Nejlepší televizní herečka: drama                   | Lucy Hale                                                   | vítězství |
| 2017 | Teen Choice Awards                                    | Nejlepší televizní herečka: drama                   | Sasha Pieterse                                              | nominace  |
| 2017 | Teen Choice Awards                                    | Nejlepší televizní herečka: drama                   | Shay Mitchell                                               | nominace  |
| 2017 | Teen Choice Awards                                    | Nejlepší televizní herečka: drama                   | Troian Bellisario                                           | nominace  |
| 2017 | Teen Choice Awards                                    | Nejlepší televizní pár                              | Shay Mitchell a Sasha Pieterse                              | nominace  |
| 2017 | Teen Choice Awards                                    | Nejlepší televizní zloduch                          | Janel Parrish                                               | vítězství |
| 2017 |                                                       | Televizní zloděj scén                               | Sasha Pieterse                                              | nominace  |